# Ernst Larsen
Ernst Larsen (Ernst Willy „Kruska“ Larsen; * 18. Juli 1926 in Ranheim, Sør-Trøndelag; † 2. Dezember 2015 ebd.) war ein norwegischer Hindernis- und Langstreckenläufer.
Über 3000 Meter Hindernis gewann er bei den Europameisterschaften 1954 in Bern den ersten Vorlauf vor dem Ungarn Sándor Rozsnyói. Im Finale siegte der Ungar vor dem Finnen Olavi Rinteenpää, als Dritter verbesserte Larsen den norwegischen Rekord auf 8:53,2 min.
1956 gelang Larsen im September mit 8:42,4 min der schnellste Lauf seiner Karriere. Bei den Olympischen Spielen in Melbourne konnte sich Larsen als Dritter des ersten Vorlaufs in 8:46,8 min für das Finale qualifizieren. Im Endlauf kam er in 8:44,0 min fast an seine Bestzeit heran und erreichte hinter dem britischen Überraschungssieger Chris Brasher und Sándor Rozsnyói als Dritter das Ziel.
Fünfmal wurde er Norwegischer Meister über 3000 Meter Hindernis (1951, 1955–1957, 1959), viermal im Crosslauf (1954, 1956–1958), zweimal über 5000 Meter (1955, 1958) und einmal über 10.000 Meter (1958). Insgesamt stellte Larsen 15 nationale Rekorde auf.
Ernst Larsen wohnte zeitlebens in Trondheim. Er starb im Alter von 89 Jahren.

## Persönliche Bestzeiten
- 3000 m: 8:09,4 min, 6. August 1956, Göteborg (ehemaliger norwegischer Rekord)
- 5000 m: 14:03,8 min, 15. Juli 1957, Oslo (ehemaliger norwegischer Rekord)
- 10.000 m: 30:04,0 min, 1. August 1958, Trondheim
- 3000 m Hindernis: 8:42,4 min, 5. September 1956, Trondheim (ehemaliger norwegischer Rekord)